# Italia en el Festival de la Canción de Eurovisión Junior
Italia fue uno de los países que debutaron en el XII Festival de la Canción de Eurovisión Junior en 2014.
En 2011, la UER negoció la participación de este país en el festival de ese mismo año después de haber vuelto, también en 2011 al Festival de la Canción de Eurovisión, pero al igual que España, no pudo confirmar su participación por falta de tiempo.
No ha sido hasta tres años después cuando, finalmente, Italia debutó en el Festival de la Canción de Eurovisión Junior 2014, siendo el primer país del Big Five que retorna al concurso desde 2006, año en que España participó por última vez hasta la fecha. Italia se alzó con la victoria en su debut con Vincenzo Cantiello y su canción "Tu Primo Grande Amore", a la que le fueron otorgados 159 puntos, convirtiéndose en la segunda ganadora más votada de la historia del festival infantil. y además en el segundo país del Big Five que gana el certamen infantil junto a España.
Su puntuación media hasta 2024 es de 114,90 puntos.

## Participaciones
| 2014                 | Marsa     | Vincenzo Cantiello         | «Tu primo grande amore»         | 1  | 159 |
| 2015                 | Sofía     | Chiara & Martina           | «Viva»                          | 16 | 34  |
| 2016                 | La Valeta | Fiamma Boccia              | «Cara mamma»                    | 3  | 209 |
| 2017                 | Tiflis    | Maria Iside Fiore          | «Scelgo (My Choice)»            | 11 | 86  |
| 2018                 | Minsk     | Melissa & Marco            | «What Is Love»                  | 7  | 151 |
| 2019                 | Gliwice   | Marta Viola                | «La Voce Della Terra»           | 7  | 129 |
| No participó en 2020 |           |                            |                                 |    |     |
| 2021                 | París     | Elisabetta Lizza           | «Specchio (Mirror on the Wall)» | 10 | 107 |
| 2022                 | Ereván    | Chanel Dilecta             | «BLA BLA BLA»                   | 11 | 95  |
| 2023                 | Niza      | Melissa Aggliotone & Ranya | «Un Mondo Giusto»               | 11 | 81  |
| 2024                 | Madrid    | Simone Grande              | «Pigiama Party»                 | 9  | 98  |
| 2025                 | Tiflis    | -                          | -                               | -  | -   |

## Votaciones
Italia ha dado más puntos a...
| N.º | País         | Pts |
| --- | ------------ | --- |
| 1   | Malta        | 60  |
| 2   | Georgia      | 51  |
| 3   | Albania      | 41  |
| 4   | Francia      | 40  |
| 5   | Australia    | 35  |
| 5   | Bulgaria     | 35  |
| 6   | Países Bajos | 33  |
| 7   | España       | 29  |
| 8   | Irlanda      | 28  |
| 9   | Ucrania      | 27  |
| 10  | Polonia      | 25  |

Italia ha recibido más puntos de...
| N.º | País                | Pts |
| --- | ------------------- | --- |
| 1   | Georgia             | 59  |
| 2   | Malta               | 49  |
| 3   | Irlanda             | 45  |
| 4   | Albania             | 40  |
| 5   | Serbia              | 37  |
| 6   | Ucrania             | 36  |
| 7   | Macedonia del Norte | 33  |
| 8   | Países Bajos        | 31  |
| 9   | Francia             | 27  |
| 10  | Bulgaria            | 24  |
| 10  | Polonia             | 24  |

## Portavoces
| Año  | Portavoz           | 12 Puntos  |
| ---- | ------------------ | ---------- |
| 2024 |                    |            |
| 2023 | ??                 | España     |
| 2022 | Vincenzo Cantiello | Francia    |
| 2021 | Celeste            | Azerbaiyán |
| 2019 | María Iside Fiore  | España     |
| 2018 | Yan Musvidas       | Australia  |
| 2017 | Sofía Bartoli      | Malta      |
| 2016 | Jade Scicluna      | Malta      |
| 2015 | Vincenzo Cantiello | Albania    |
| 2014 | Geordie Schembri   | Malta      |